# Léon Gambetta
Léon Gambetta (2. april 1838 i Cahors i Frankrig – 31. december 1882 i Ville-d'Avray ved Sèvres i Hauts-de-Seine) var en fransk politiker under den tredje republik.
Han var søn af en italiensk immigrant fra Genova, men blev fransk statsborger i 1859 og voksede op i Cahors. I en alder af 15 mistede han synet på sit venstre øje i en ulykke, og øjet måtte fjernes. På trods af sit handicap udmærkede han sig under skolegangen og rejste til Paris i 1857 for at studere jura.
Efter udbruddet af den fransk-preussiske krig den 19. juli 1870 og den franske kejser Napoleon 3. var blevet taget til fange, blev det andet franske kejserrige afviklet under en fredelig revolution. Fra rådhuset i Paris proklamerede general Louis Jules Trochu og Léon Gambetta den 4. september 1870 kejserdømmets fald og etablerede en ny regering, kaldt nationalforsvarsregeringen. Den var forløberen for den tredje franske republik, som skulle vare helt frem til 10. april 1940 kun afbrudt af Pariserkommunen 18. marts-28. maj 1871.
Regeringen bestemte, at krigen skulle fortsætte, mens Napoleon 3. snart fik eksil i England. 7. oktober 1870 blev Gambetta bedt af regeringen om at hjælpe til med landets forsvar i forbindelse med krigen, og han rejste i ballon til regeringsdelegationen i Tours for at hverve nye soldater til krigsindsatsen. Da Paris kapitulerede 20. januar 1871, ønskede Gambetta at fortsætte krigen, men måtte modstræbende godtage våbenhvilen.
Gambetta repræsenterede området Bas-Rhin i nationalforsamlingen 8. februar-1. marts 1871, men måtte opgive det, da området kom under preussisk herredømme. Den 2. juli samme år blev han igen valgt ind i Nationalforsamlingen, denne gang for departementet Seine. Han var præsident for Nationalforsamlingen 1879-1881 og ledede derefter regeringen 66 dage fra 14. november 1881 til 27. januar 1882. Hans regering blev modarbejdet fra alle sider, idet han blev mistænkt for at ville være diktator.
I december 1882 blev Gambetta såret i hånden af et vådeskud fra en revolver. Såret blev betændt og førte få dage senere til hans død i Ville-d'Avray ved Sèvres i Hauts-de-Seine. Han fik en statsbegravelse 6. januar 1883. Den 11. november 1920 blev hans legeme overført til Panthéon.